# De Twaalf Apostelen (Australië)

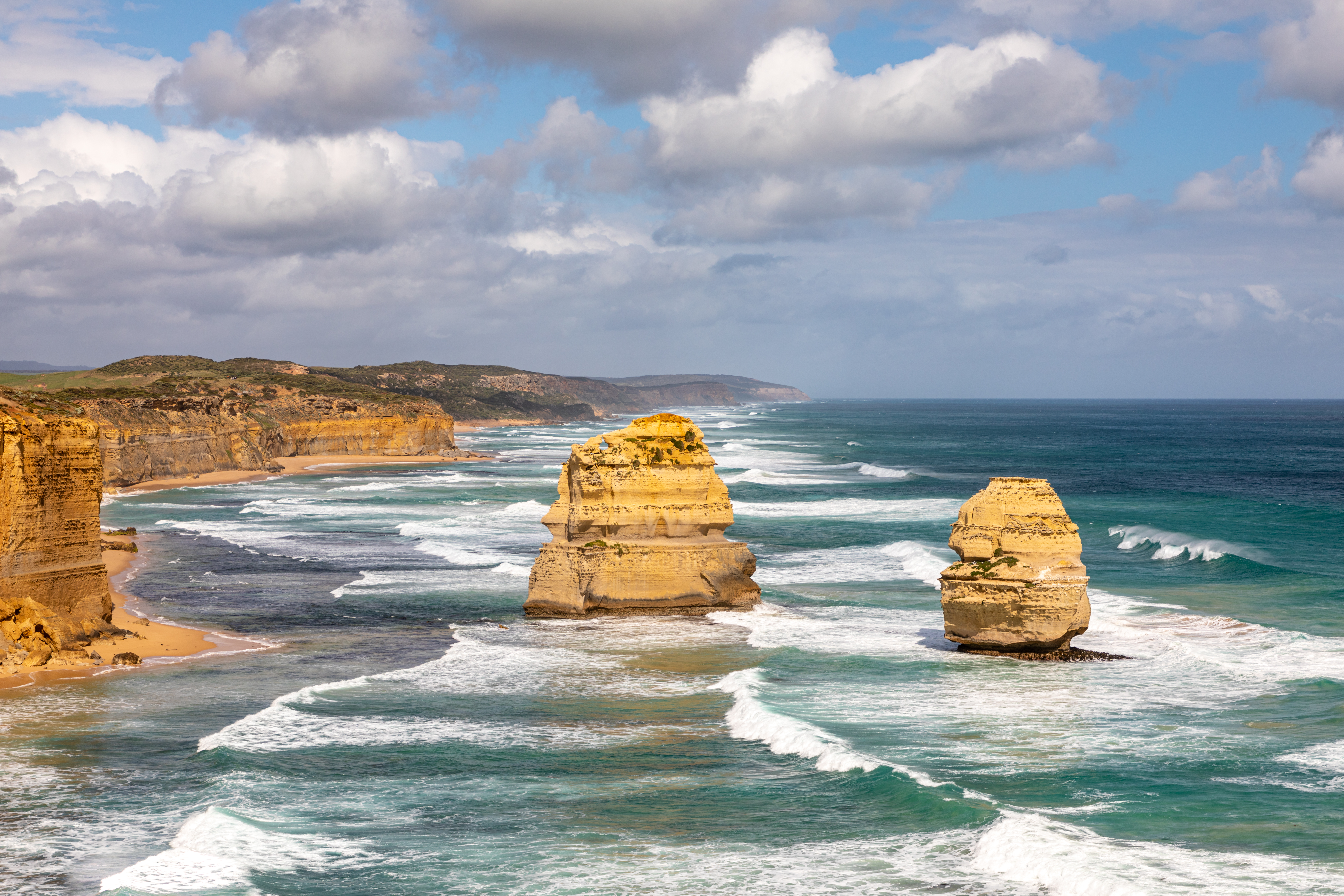
Twee van de Apostelen

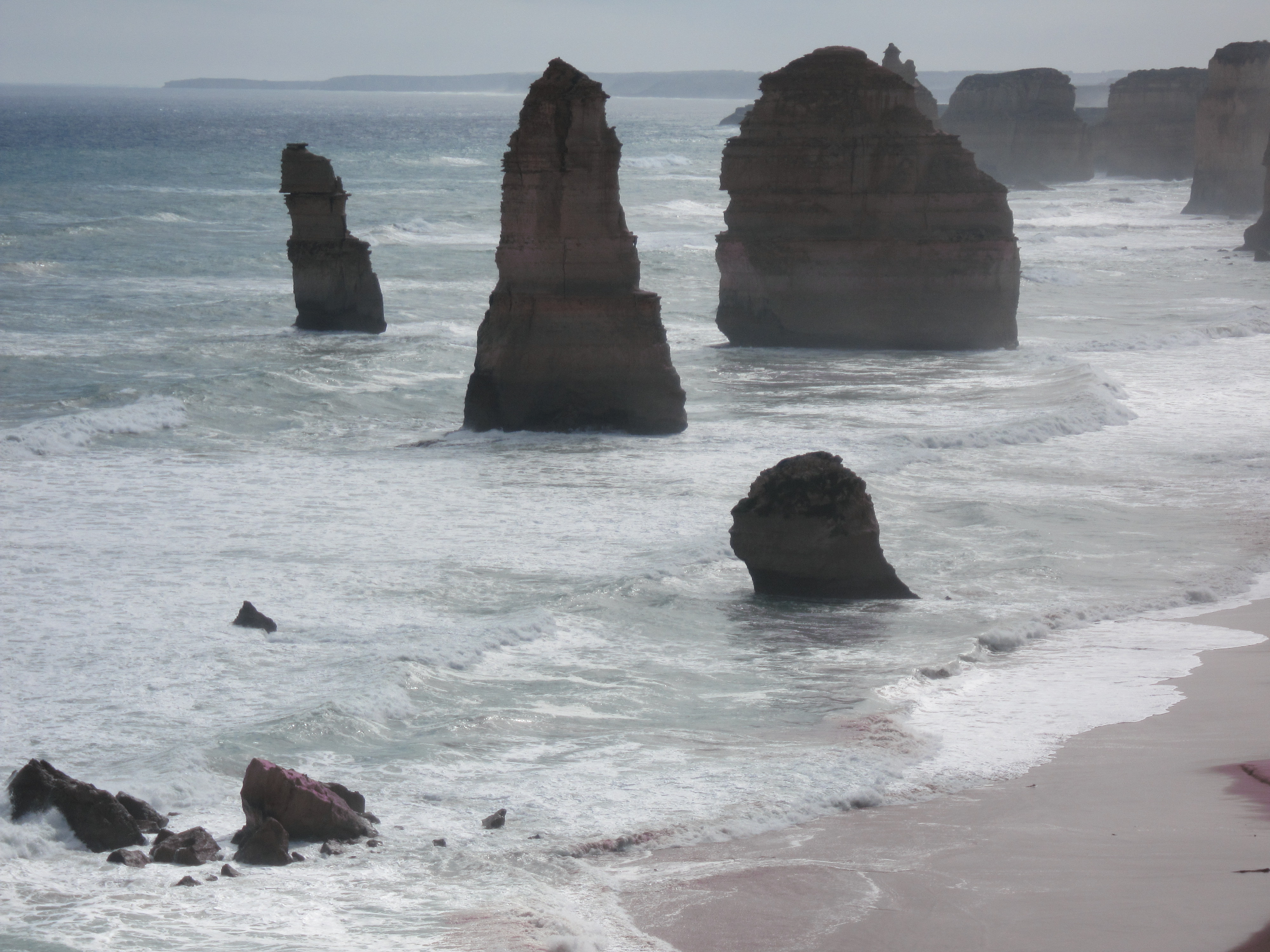
De Apostelen vanuit oostelijke richting

De Twaalf Apostelen (The Twelve Apostles) is een rij van rotsen aan de zuidkust van Australië in de staat Victoria.
De rotsen zijn van kalkzandsteen en steken vlak voor het zandstrand van het nationaal park Port Campbell op uit zee. Langs de rotsen loopt de Great Ocean Road waarover veel toeristen reizen. Onder invloed van de almaar beukende golven is op 3 juli 2005 een vijftig meter hoge rots uit deze rij ingestort. Sindsdien staan er nog acht rotsformaties overeind.
De Twaalf Apostelen vormen een belangrijke toeristische attractie. Het is mogelijk om er met een helikopter rondvluchten te maken. Ze zijn genoemd naar de twaalf apostelen van Jezus. Eerst werden ze The Apostles genoemd, maar uit marketingtechnische overwegingen is dit veranderd in The Twelve Apostles (hoewel er ook toen al geen twaalf rotsen stonden).